# Wilhelm Hanisch
Wilhelm Hanisch (* 21. dubna 1890 Waidhofen an der Thaya – 14. ledna 1956 Thaya) byl okresní vedoucí NSDAP (Kreisleiter NSDAP) pro okres Waidhofen an der Thaya říšské župy Niederdonau. Dne 1. listopadu 1930 se stal členem místní organizace NSDAP ve Waidhofenu an der Thaya, v níž v letech 1931 až 1933 zastával pozici okresního vedoucího (NSDAP-Bezirksleiter), v roce 1932 kandidoval do dolnorakouského zemského sněmu, na konci roku 1936 převzal opakovaně vedení okresní organizace NSDAP ve Waidhofenu, v roce 1938 vstoupil v hodnosti Hauptsturmführera do jednotek SA, dne 9. listopadu 1942 byl povýšen do hodnosti SA-Sturmbannführer. Od 9. listopadu 1941 do konce druhé světové války působil na pozici okresního vedoucího NSDAP ve Waidhofenu an der Thaya. Během lidového soudu byl 7. ledna 1949 odsouzen k odnětí svobody na 10 let a 10. prosince 1949 spolkovým prezidentem omilostněn.

## Rodina a studium
Wilhelm Hanisch se narodil 21. dubna 1890 v dolnorakouském městě Waidhofenu an der Thaya do německo-národnostně smýšlející rodiny. Po ukončení gymnázia v Hornu studoval dějiny a germanistiku na Vídeňské univerzitě. Během studií vstoupil do völkisch a antisemitistického studentského spolku „Burschenschaft“ Alemannia. V roce 1914 obdržel povolávací rozkaz do 1. světové války, z které se vrátil v roce 1918 v hodnosti nadporučíka (Oberleutnanta).

## Kariéra
Po první světové válce se vrátil do Waidhofenu an der Thaya, kde nastoupil úřednické místo v městské spořitelně. V národnostně německém prostředí, které bylo v česko-rakouském pohraničí již tehdy pevně ukotveno, vstoupil do politické strany Großdeutsche Volkspartei, za kterou byl zvolen do městské rady. Po absolvování učitelské zkoušky vyučoval na místní obchodní škole. V roce 1930 vstoupil do NSDAP, která ho postavila o dva roky později jako svého kandidáta do zemského dolnorakouského parlamentu. Po nezdařeném puči národních socialistů 25. července 1934 byl zatčen a následně přeložen do Hornu.
Během Schuschniggovy vlády (1934–1938) jej ilegálně působící NSDAP pověřila v roce 1936 politickým vedením okresu Waihofen an der Thaya, za což byl jako státní zaměstnanec ve svých 47 letech suspendován a se dvěma třetinami platu poslán do penze. Po odstoupení Schuschniggovy vlády následovalo 12. března 1938 ústy státního rady Huga Jury oznámení nové vlády z balkónu spolkového kancléřství. Tou dobou již pochodoval se zapálenými pochodněmi a pod vedením Wilhelma Hanische ulicemi Waidhofenu průvod z ilegality vystoupených národních socialistů, členů NSDAP, SA a SS.